# 国民の祝日
国民の祝日（こくみんのしゅくじつ）は、日本の法律（日本法）「国民の祝日に関する法律」（昭和23年法律第178号。以下「祝日法」または「法」。1948年（昭和23年）7月20日施行）第2条で定められた祝日である。2021年（令和3年）時点で合計16日ある。
かつての休日法である「年中祭日祝日ノ休暇日ヲ定ム」および「休日ニ関スル件」から継承される祝祭日由来のものがあるが、現行の休日法である祝日法では全て祝日としており、法律上の祭日は存在しない。

## 概説
「国民の祝日」は祝日法以前の祝祭日に代えて定められたもので、しばしば「祝日」と略して称される。祝日法第3条第1項によって、休日になる旨が定められている。
祝日法第1条では「自由と平和を求めてやまない日本国民は、美しい風習を育てつつ、よりよき社会、より豊かな生活を築きあげるために、ここに国民こぞって祝い、感謝し、又は記念する日を定め、これを「国民の祝日」と名づける。」と、法の趣旨を説明している。
祝日に国旗を掲出・掲揚する個人宅、企業、公共の施設・交通機関もある。このため法律用語ではないが、長きにわたって慣習に馴染みのある国民は、祝日を旧称の「旗日」（はたび）と称す場合がある。
また「国民の祝日」ではない月曜日から土曜日の平日が休日になることがある。例として法第3条第2項・第3項に規定された、いわゆる「振替休日」「国民の休日」がある。
2019年以降、祝日だった日が平日になる例（祝日を別の日に変更）が3年連続で計7回発生した。平成時代の天皇を務めた明仁の誕生日の12月23日は、退位により2019年からは平日になった。2020年は2020年東京オリンピックのため、海の日を7月23日、スポーツの日（旧体育の日）を翌24日、山の日を8月10日にそれぞれ変更した。この年は新型コロナウイルス感染症の世界的流行 (2019年-)を受け中止になったが、祝日はそのままとなった。オリンピックは翌2021年に延期され、前年と同様に海の日は7月22日、スポーツの日は翌23日、山の日は8月8日と変更された。

## 祝日などの一覧
- 名称〜適用終了年欄の背景が灰色のものは、期日が変更されるなどして適用されなくなった祝日である。
- 適用開始年欄に「制定時」と記載のあるものは、1948年（昭和23年）7月20日の法律制定当初から存在する祝日である。ただし元日、成人の日、春分の日、天皇誕生日、憲法記念日、こどもの日は1949年（昭和24年）から適用された。適用終了年欄に「-」と記載のあるものは現在でもその期日に施行されていることを示す。
- 改正により追加された祝日の適用開始年欄には、実際に初めて適用された年を記載する。法令上その祝日に関する規定が発効した年とは必ずしも一致しない。
  - （例）「国民の休日」に関する規定は「振替休日」の優先適用などがあったため実際に初めて適用されたのは1988年（昭和63年）であるが、法律の条項としては1985年（昭和60年）12月27日から存在している。
- 改正により期日が変更された祝日の適用開始年欄には期日変更前も含めた最初の適用年を記載し、変更年は備考欄に記載する。

| 名称           | 期日                                 | 適用開始年          | 適用終了年          | 意義                                                                               | 備考 |
| -------------- | ------------------------------------ | ------------------- | ------------------- | ---------------------------------------------------------------------------------- | --- |
| 元日           | 1月1日                               | 制定時              | -                   | 年のはじめを祝う                                                                   | 慣習的に休日の側面を帯びていたが、法定の休日となったのは初めて。四方拝。日本の戦後改革前の昭和前期において四大節（四方拝、紀元節、天長節、明治節）と呼ばれる祝日の一つであったが、法定の休日ではなかった。 |
| 成人の日       | 1月15日                              | 制定時              | 1999年 （平成11年） | おとなになったことを自覚し、みずから生き抜こうとする青年を祝いはげます             | 小正月に由来。ハッピーマンデー制度により、月曜日固定に移行して廃止した。 |
| 成人の日       | 1月の第2月曜日 (1月8日 - 1月14日)    | 2000年 （平成12年） | -                   | おとなになったことを自覚し、みずから生き抜こうとする青年を祝いはげます             | 1999年（平成11年）までは1月15日。ハッピーマンデー制度により、月曜日固定に移行されて施行。 |
| 建国記念の日   | 政令で定める日 （2月11日）           | 1967年 （昭和42年） | -                   | 建国をしのび、国を愛する心を養う                                                   | かつての紀元節：1874年（明治7年） - 1948年（昭和23年）。 ※「建国記念日」（の抜き）は日本の祝日名としては誤り。 |
| 天皇誕生日     | 2月23日                              | 2020年 （令和2年）  | -                   | 天皇の誕生日を祝う                                                                 | 2019年（令和元年）5月1日、第125代天皇・明仁から第126代天皇・徳仁への譲位に伴い、明仁の誕生日（12月23日）からの移行で設定。そのため2019年は、日程上設定できず、実際の運用は2020年からとなった。日本の国家の日（ナショナル・デー）。 |
| 春分の日       | 春分日 （3月19日 - 3月22日）         | 制定時              | -                   | 自然をたたえ、生物をいつくしむ                                                     | かつての春季皇霊祭：1879年（明治12年）- 1948年（昭和23年）。 国立天文台『暦象年表』に基づき閣議決定し、前年2月1日頃に『官報』で暦要項として公告する。 |
| 天皇誕生日     | 4月29日                              | 制定時              | 1988年 （昭和63年） | 天皇の誕生日を祝う                                                                 | 1989年（昭和64年）1月7日の昭和天皇崩御により、明仁の誕生日（12月23日）に移行する形で廃止した。ただし、法律の施行日は同年2月17日だったため、法律上はこの日まで、天皇誕生日の扱いだった。 かつての天長節：1927年（昭和2年）- 1948年（昭和23年）。 |
| みどりの日     | 4月29日                              | 1989年 （平成元年） | 2006年 （平成18年） | 自然に親しむとともにその恩恵に感謝し、豊かな心をはぐくむ                           | 昭和の日に改名することで廃止した。名称は5月4日に新設される祝日に引き継がれた。名称は昭和天皇が自然を愛していたことに由来する。 ※「緑の日」は誤り。 |
| 昭和の日       | 4月29日                              | 2007年 （平成19年） | -                   | 激動の日々を経て、復興を遂げた昭和の時代を顧み、国の将来に思いをいたす             | 昭和天皇の誕生日に由来。 1989年（平成元年）- 2006年（平成18年）はみどりの日、1988年（昭和63年）以前は天皇誕生日。 |
| 憲法記念日     | 5月3日                               | 制定時              | -                   | 日本国憲法の施行を記念し、国の成長を期する                                         | 日本国憲法が施行された日。 |
| みどりの日     | 5月4日                               | 2007年 （平成19年） | -                   | 自然に親しむとともにその恩恵に感謝し、豊かな心をはぐくむ                           | 2006年（平成18年）までは4月29日。4月29日が昭和の日に変更されたことにより、5月4日に新設される祝日として施行された。5月4日は1988年（昭和63年）- 2006年（平成18年）の間は、一部（日曜日or月曜日）を除き「国民の休日」。 ※「緑の日」は誤り。 |
| こどもの日     | 5月5日                               | 制定時              | -                   | こどもの人格を重んじ、こどもの幸福をはかるとともに、母に感謝する                   | 端午の節句。 ※「子供の日」は誤り。 |
| 海の日         | 7月20日                              | 1996年 （平成8年）  | 2002年 （平成14年） | 海の恩恵に感謝するとともに、海洋国日本の繁栄を願う                                 | 海の記念日に由来する。ハッピーマンデー制度により、月曜日固定に移行して廃止した。 |
| 海の日         | 7月の第3月曜日 (7月15日 - 7月21日)   | 2003年 （平成15年） | -                   | 海の恩恵に感謝するとともに、海洋国日本の繁栄を願う                                 | 2002年（平成14年）までは7月20日。ハッピーマンデー制度により、月曜日固定に移行されて施行。 2020年（令和2年）は東京五輪・パラリンピック特措法に基づき、東京オリンピックの開会式当初予定日の前日に当たる7月23日になった。 2021年（令和3年）は東京オリンピックの開会式の前日に当たる7月22日になった。 |
| 山の日         | 8月11日                              | 2016年 （平成28年） | -                   | 山に親しむ機会を得て、山の恩恵に感謝する                                           | お盆前の祝日として制定されたが、山に関する明確な由来はない。当初は8月12日が検討されたが、JAL123便墜落事故と同日の為、前日に変更された。 東京五輪・パラリンピック特措法に基づき、2020年（令和2年）は東京オリンピックの閉会式当初予定日の翌日に当たる8月10日になった。 2021年（令和3年）は延期された東京オリンピックの閉会式の当日に当たる8月8日になった。                                                              |
| 敬老の日       | 9月15日                              | 1966年 （昭和41年） | 2002年 （平成14年） | 多年にわたり社会につくしてきた老人を敬愛し、長寿を祝う                             | 1965年（昭和40年）までと2003年（平成15年）以降は、老人の日。ハッピーマンデー制度により、月曜日固定に移行して廃止した。 |
| 敬老の日       | 9月の第3月曜日 (9月15日 - 9月21日)   | 2003年 （平成15年） | -                   | 多年にわたり社会につくしてきた老人を敬愛し、長寿を祝う                             | 2002年（平成14年）までは9月15日。ハッピーマンデー制度により、月曜日固定に移行されて施行した。 |
| 秋分の日       | 秋分日 （9月22日 - 9月24日）         | 制定時              | -                   | 祖先を敬い、なくなった人々をしのぶ                                                 | かつての秋季皇霊祭：1878年（明治11年） - 1947年（昭和22年）。 国立天文台『暦象年表』に基づき閣議決定し、前年2月1日頃に『官報』で暦要項として公告する。 |
| 体育の日       | 10月10日                             | 1966年 （昭和41年） | 1999年 （平成11年） | スポーツにしたしみ、健康な心身をつちかう                                           | 1964年東京オリンピックの開会式：1964年（昭和39年）が行われた日。ハッピーマンデー制度により、月曜日固定に移行して廃止した。 |
| 体育の日       | 10月の第2月曜日 (10月8日 - 10月14日) | 2000年 （平成12年） | 2019年 （令和元年） | スポーツにしたしみ、健康な心身をつちかう                                           | 1999年（平成11年）までは10月10日。ハッピーマンデー制度により、月曜日固定に移行されて施行。2020年（令和2年）にスポーツの日に改名した。 |
| スポーツの日   | 10月の第2月曜日 (10月8日 - 10月14日) | 2020年 （令和2年）  | -                   | スポーツを楽しみ、他者を尊重する精神を培うとともに、健康で活力ある社会の実現を願う | 体育の日が改名されて施行。東京五輪・パラリンピック特措法に基づき、2020年（令和2年）は東京オリンピックの開会式当初予定日の7月24日になった。2021年（令和3年）は延期された東京オリンピックの開会式の当日に当たる7月23日になった。 |
| 文化の日       | 11月3日                              | 制定時              | -                   | 自由と平和を愛し、文化をすすめる                                                   | 明治天皇の誕生日に由来。日本国憲法が公布された日。かつての天長節：1873年（明治6年）- 1911年（明治44年）かつての明治節：1927年（昭和2年）- 1947年（昭和22年）。 |
| 勤労感謝の日   | 11月23日                             | 制定時              | -                   | 勤労をたつとび、生産を祝い、国民たがいに感謝しあう                                 | かつての新嘗祭：1873年（明治6年）- 1947年（昭和22年）。 |
| 天皇誕生日     | 12月23日                             | 1989年 （平成元年） | 2018年 （平成30年） | 天皇の誕生日を祝う                                                                 | 2019年（令和元年）5月1日、明仁から徳仁への譲位に伴い、徳仁の誕生日（2月23日）に移行して廃止した。そのため、2019年は設定できず、実際の適用は2018年までとなった。つまり2019年は1949年以降唯一の、「天皇誕生日」が存在しなかった年である。 2019年からは平日になったが、2019年のカレンダーには「平成の天皇誕生日」と記載されていた。                                                                                      |
| （振替休日）   | （不定）                             | 1973年 （昭和48年） | -                   | 国民の祝日が日曜日にあたるとき、その後の最初の平日が該当する                       | 初適用は1973年（昭和48年）4月30日。当初は直後の月曜日だった。2007年（平成19年）の改正施行で、国民の祝日が日曜日に当たるときは、その後に迎える最初の平日が振替休日となる（祝日が2日以上連続する場合が出現したため月曜日のみとはならなくなった）。 |
| （国民の休日） | （不定）                             | 1988年 （昭和63年） | -                   | その前日及び翌日が「国民の祝日」である平日は、休日とすると定められている           | 2つの祝日に挟まれた平日（月曜日は振替休日のため除く）。2006年（平成18年）までの適用例は5月4日のみ。2003年（平成15年）の改正施行で、以降の敬老の日と秋分の日に挟まれた平日に適用されることになった。その最初の適用は2009年（平成21年）9月22日。2007年（平成19年）の改正施行で、以降の5月4日に適用されなくなった。2019年（平成31年・令和元年）は5月1日が天皇の即位の日の祝日となったため、4月30日・5月2日に適用された。 |

廃止時における旧法の祝祭日は11日あったが、新法の祝日は2日少ない9日となり、この状況は1965年（昭和40年）まで続いた。なお、1948年（昭和23年）の祝祭日（祝日）の数は旧法で6日、新法で3日の計9日となり、国民の祝日に関する法律での初の祝日は、同年9月23日の秋分の日であった。
祝日は1966年（昭和41年）に11日、1967年（昭和42年）に12日、1989年（昭和64年・平成元年）に13日、1996年（平成8年）に14日、2007年（平成19年）に15日、2016年（平成28年）に16日に増えた。偶発的な国民の休日もあり、日本の祝日の数は主要先進国（G7）中で最多、イギリスのイングランド及びウェールズの8日に比べ2倍となっている。年末年始休暇も含めると日本の休日ははるかに長くなる。一部の祝日の日付を固定せずに月曜日として、週末に続けて連休を取りやすくするハッピーマンデー制度も同様の趣旨に基づき2000年から順次導入された。
ただし飲食・小売業といった休日が書き入れ時となるサービス業、24時間体制の工場、交替制勤務の職種など祝日が休日とならない職種、企業も多数存在する。週に2日の休日という考え方から、祝日のある週は土曜日を出勤日に設定している一般企業もある。月曜日から金曜日のいずれかを休業日としている業種・企業では、本来の休業日が祝日に当たった場合は営業し、休業日を他の平日に振り替える場合もある。
ほとんどの祝日が「月日固定」か「特定週の月曜日固定」であるが、春分の日と秋分の日は年によって異なる。そのため、秋分の日が9月の第3月曜日になると、敬老の日と重なる。しかし、その場合でも翌日が振替休日になることはなく、平日のままであるため、その年は祝日の日数が1日減ることになる。
制定以来、8月に国民の祝日が設定されたことはなかったが（旧法では大正天皇の天長節・8月31日があった）、2016年（平成28年）からは8月11日が「山の日」として祝日に制定された。これにより6月が、1993年（平成5年）の皇室慶弔行事に伴う休日以外では、日本で唯一制定がない月となっていたが、2019年（令和元年）5月1日の今上天皇即位に伴い、上皇明仁の天皇誕生日であった12月23日が平日に戻されたため、同年以降は、6月に加え、12月も祝日がない月となった。加えて2020年（令和2年）は、体育の日から改められたスポーツの日が、当初の東京オリンピック開会式当日の7月24日に設定され、延期して開会式が行われた2021年（令和3年）も7月23日に設定されたため、6月、12月に加え、10月も祝日がない月となった（但し12月は28日が仕事納めであり、官庁でも現業部門以外は翌日から1月3日まで年末年始休暇に入る）。

## 皇室慶弔行事に伴う休日
皇室関係の慶弔行事が行われる場合は、その年に限りそれが実施される日を特別に休日として定める、当年限りの法律が作られる。その際には、その日を「国民の祝日に関する法律」に定める休日と同等なものとして扱うよう附則で定めるのが通例である。具体的には『国民の祝日に関する法律（中略）に規定する日とする』『休日を定める他の法令の規定の適用については、当該法令に定める休日とみなす』などのように規定される（特例法によるみなし休日）。
休日を定める法令で現在有効な法令などとしては、国民の祝日に関する法律、国会に置かれる機関の休日に関する法律、裁判所の休日に関する法律、行政機関の休日に関する法律、検察審査会法などがある（詳細は「休日#政府機関における休日」参照）。「国民の祝日に関する法律に規定する日」とは同法に定める休日の事である。また通常、それ以外の法令における休日となる。
国・地方自治体ではこれに沿った取扱い（閉庁や時間外手当の増額等）がなされる。民間では一般企業は休日扱いとして休業するケースが多かったが、特に大喪の礼にあっては不時の事であるから、鉄道などでは列車運行など切替えが難しく、平日運転のままとした会社があったりと、対応はまちまちである。
| 年月日                     | 曜日 | 皇室慶弔行事               | 法律                                                         |
| -------------------------- | ---- | -------------------------- | ------------------------------------------------------------ |
| 1959年（昭和34年）4月10日  | 金曜 | 皇太子・明仁親王の結婚の儀 | 皇太子明仁親王の結婚の儀の行われる日を休日とする法律         |
| 1989年（平成元年）2月24日  | 金曜 | 昭和天皇の大喪の礼         | 昭和天皇の大喪の礼の行われる日を休日とする法律               |
| 1990年（平成2年）11月12日  | 月曜 | 即位礼正殿の儀             | 即位礼正殿の儀の行われる日を休日とする法律                   |
| 1993年（平成5年）6月9日    | 水曜 | 皇太子・徳仁親王の結婚の儀 | 皇太子徳仁親王の結婚の儀の行われる日を休日とする法律         |
| 2019年（令和元年）5月1日   | 水曜 | 天皇の即位                 | 天皇の即位の日及び即位礼正殿の儀の行われる日を休日とする法律 |
| 2019年（令和元年）10月22日 | 火曜 | 即位礼正殿の儀             | 天皇の即位の日及び即位礼正殿の儀の行われる日を休日とする法律 |

休日は多数の人出が見込めるため、百貨店・スーパーマーケットなどの小売業は、積極的に営業するのが通例である。しかし「昭和天皇の大喪の礼」2月24日に限っては、弔意を優先させて臨時休業した店舗も多かった。このような販売側の休業を受けて、製造日が厳しく問われる乳製品などの食品メーカーでは、前日や前夜の生産量が記録的に少なかったところが多い。
2019年（平成31年/令和元年）については天皇の即位の日を祝日扱いの休日としたため、同年のゴールデンウィークは土曜日を含めると10連休となることになった。
2009年（平成21年）11月12日（木曜日）の明仁天皇在位二十周年の日を特別に休日とする事で早くから調整されていたが、自民党・公明党の自公連立政権から、民主党中心の民社国連立政権への移行といった当時の政局の混乱から、天皇陛下御在位二十年を記念する日を休日とする法律案が成立しなかったため、休日実現には至らなかった。

## 廃止された日本の祝日
- 国民の祝日に関する法律の施行に伴い廃止されたもの
  - 紀元節（明治6年太政官布告第1号及び91号） - 同様の日が建国記念の日として残っている。
  - 天長節（明治6年太政官布告第1号） - 同様の日が天皇誕生日として残っている。
  - 正月 - 慣例による。元日として正式に祝日となった。
  - 明治節 - 同様の日が文化の日として残っている。
  - 新年宴会
- 住民の祝祭日 - 琉球政府時代に制定、沖縄本土復帰と共に祝日法施行により改廃（慰霊の日は地方公共団体の休日となる）。

## 符号位置
| 記号 | Unicode | JIS X 0213 | 文字参照            | 名称                                                  |
| ---- | ------- | ---------- | ------------------- | ----------------------------------------------------- |
| ㈷   | U+3237  | -          | &#x3237; &#12855;   | 全角括弧付き祝 PARENTHESIZED IDEOGRAPH CONGRATULATION |
| ㊗   | U+3297  | -          | &#x3297; &#12951;   | 丸祝 CIRCLED IDEOGRAPH CONGRATULATION                 |
| 🎌   | U+1F38C | -          | &#x1F38C; &#127884; | 交差した旗 Crossed Flags                              |

「交差した旗」は、「旗日」を意味する絵文字で、Unicodeの規格書ではJapanese national holiday（日本の祝日）と説明されている。